# Mathilde von Andechs
Mathilde von Andechs war eine Tochter des Markgrafen Berthold III. von Istrien, Graf von Andechs. Durch Heirat war sie Gräfin von Görz.

## Leben
Die Eltern von Mathilde von Andechs waren Berthold III. (* ca. 1137; † 1188) und Hedwig N. N. († 16. Juli 1176), deren Abstammung aus Quellen nicht gesichert ist. Mathilde hatte sechs Geschwister bzw. Halbgeschwister.
Mathilde heiratete den Grafen Engelbert III. von Görz und wird zusammen mit ihm zwischen 1183/1189 erstmals urkundlich erwähnt. Sie hatten einen Sohn, Meinhard III. von Görz (I. von Tirol) und eine Tochter unbekannten Namens.
Sie starb an einem 17. Januar unbekannten Jahres, frühestens nach 1193/1206. Es könnte sich auch bei der 1222 erwähnten Witwe von Graf Engelbert III. von Görz noch um Mathilde handeln.
Mathildes gleichnamige Tante väterlicherseits war die seliggesprochene (Mathilde) Mechtild von Dießen (Andechs), Äbtissin des Augustinerchorfrauenstifts Edelstetten.

## Biografische Irrtümer
Die unzutreffende Titulierung Mathildes als Markgräfin von Hohenburg in der ältesten handschriftlichen Genealogie der Grafen von Dießen/Andechs und die versehentliche Zuordnung des Sterbejahres 1245 ihres Halbbruders Graf Poppo (II.) von Andechs (Elekt/Bischof von Bamberg) auch zu Mathilde führten zu einer Reihe von biografischen Irrtümern. Neben dem eindeutig belegten Grafen Engelbert III. von Görz wurden der Mathilde von Andechs bis in die neuere Literatur vier andere Ehegatten zugeordnet. Unsicherheiten ergaben sich auch aus der Vermutung von Ludmil Hauptmann, Engelbert III. von Görz sei die Herrschaftsausweitung nach Istrien durch eine Ehe mit der Tochter Mathilde des Grafen Meinhard von Schwarzenburg (Istrien) gelungen. Es fehlen sichere Belege für diese (evtl. zweite) Ehe.